# The Mills Brothers
The Mills Brothers so bili ameriški jazz in pop vokalni kvartet 20. stoletja, ki so ustvarili preko 2000 posnetkov in so kombinirano prodali preko 50 milijonov kopij ter zbrali vsaj tri desetine zlatih posnetkov. The Mills Brothers so bili vključeni v Vocal Group Hall of Fame 1998 leta.

## Zgodnja leta
Vse se je začelo leta 1907, ko sta se Ethel in John Sr. Mills preselila v Piquo, Ohio, kjer sta nato vzgojila 7 otrok in med njimi  štiri brate, ki so v originalni zasedbi predstavljali skupino The Mills Brothers: John Jr. (19.10.1910 - 23.1.1936) bas vokalist in kitarist, Herbert (2.4.1912 - 12.4.1989) tenor, Harry (9.8.1913 - 28.6.1982) bariton in Donald (29.4.1915 - 13.11.1999) vodilni tenor. John Sr. je bil talentiran vokalist, ki je vodil svojo brivnico in ustvaril kvartet brivnice imenovan The Four Kings Of Harmony. Ethel je prav tako pela v lahki operi, dokler sinovi niso pričeli hoditi v šolo.
Kakor so fantje odraščali, niso imeli dosti možnosti, kot da uživajo v glasbi in skupni harmoniji, tako bratje pričnejo peti v pevskem zboru cerkve v Piqui. Več krat so se zbrali pred očetovo brivnico in peli mimoidočim. V nadaljevanju, ko so se bratje pomerili na amaterskem tekmovanju, je Harry pozabil prinesti s seboj glavno glasbilo, ki ga je uporabljala skupina, kazoo. Sredi pesmi je improviziral tako, da je združil roki pred usti v obliki korita in skušal posnemati zvok glasbila. Nastali zvok je bil enak trobenti, kar je navdušilo ostale člane skupine in jih spodbudilo k učenju imitiranja več glasbil. S tem si že zgodaj ustvarijo prepoznavnost. Nastopali so na domačih zabavah, klubih, glasbenih halah ter se v poznih dvajsetih začeli predstavljati tudi preko radija.

## Mednarodna prepoznavnost
Septembra 1930, je njihov nastop na WLW Cincinnatijevem radiju slišal vodilni CBSjevega radija iz New Yorka ter se takoj odločil, da želi sodelovati s temi štirimi mladimi možmi, ki so jih na radiju predstavljali z več različnimi imeni: Steamboat Four,  Tasty Yeast Jesters, Four Boys and a Guitar in The Mills Brothers. Naslednji dan so z William S. Paleyem podpisali tri letno pogodbo in tako postali prvi afro-američani s svojo radijsko oddajo.
Njihova prva skladba, posneta decembra 1931, za založbo Brunswick v New Yorku, je bila predelava njihove "Tiger Rag" in je postala edina skladba tistega časa, prodana z več kot milijon kopijami. V prihodnje so posnetkom dodajali beležke, v vednost množici, da je edino uporabljano glasbilo kitara, ostalo so njihove vokalne imitacije glasbil. V nadaljevanju so uspešnice nizali eno za drugo: "Goodbye blues", "You're Nobody's Sweetheart Now", "Ole Rockin' Chair", "Lazy River" in druge. Uporaba njihovih sklad v filmih kot so: The Big Broadcast (1932), Operator 133 (1933), Twenty Million Sweethearts (1934),... jim je prinesla še večjo prepoznavnost, ki je pripomogla k temu, da so druge skupine začele s snemanjem priredb njihovih skladb. The Ravens so naredili priredbo skladbe “Loveless Love” in jo preimenovali v “Careless Love", skladbo "Gloria" so priredili The Cadillacs in The Passions, skupina Fiver Chances je priredila pesem "Nagasaki" in The Crowsi so priredili pesem "Sweet Sue".

## Menjava založbe
Leta 1934 se preselijo k novi založbi Decca v Združenem kraljestvu. Istega leta pa postanejo tudi prva afro-ameriška skupina, povabljena da izvede glavno točko pred britansko kraljevo družino. V tem času je brat John Jr. zbolel za pljučnico, vendar si je opomogel, sodeloval na turnejah in posnetkih, a zgodaj leta 1936 je nepričakovano umrl, star 25 let. Sprva so bratje razmišljali o razpadu skupine, a po maminem nasvetu, da bi John želel da nadaljujejo s svojim delom, se je skupini pridružil njihov oče John Sr., kot bariton in tuba ter Norman Brown kot kitara in tako so nadaljevali z delom v Evropi. Sodelovali so z različnimi jazz izvajalci, kot sta Ella Fitzgerald in Louis Armstrong.
V ZDA je njihova prepoznavnost upadla, kot tudi prodaja njihovih posnetkov v zgodnjih 40. Vse se je spremenilo leta 1943 z balado "Paper Doll", ki je bila hit desetletja in eden največjih hitov skupine. Na prvem mestu lestvic je bila 12 tednov, na lestvicah se je obdržala 36 tednov in prodali so jo v več kot 6 milijonov kopijah. Tekom druge svetovne vojne so bili uspešni z več hiti. Do leta 1950, je lestvice doseglo 50 njihovih skladb, ter pričeli so snemati s tradicionalnimi orkestri. Zadnji hit, ki je dosegel prvo mesto na lestvicah, je bil "Glow Worm", leta 1952.
Leta 1957 se je oče John Sr. upokojil. Bratje so delo nadaljevali sami. Bili so redni gosti na več radio in televizijskih oddajah: "The Jack Benny Show", "The Perry Como Show", "The Tonight Show" in "Hollywood Palace".

### Od Decce k Dot Records
Z menjavo založbe, so leta 1958 priredili pesem "Get a Job", skupine The Silhouettes, ki je vplivala na doo wop glasbeno zvrst. Zaradi vzpona rock'n'rolla, so bili številni pop izvajalci prisiljeni k predčasni upokojitvi, a bratje niso prenehali. Kot skupina so delovali še veliko let, a svoj zadnji velik hit "Cab Driver" so posneli leta 1968. Decembra leto pred tem je umrl oče John Sr., star 85 let.
50. obletnico delovanja so praznovali leta 1976, v Dorothy Chandler Pavilion v Los Angelesu, ki jo je vodil Bing Crosby. Zadnji album, ki so ga kot trio posneli leta 1981, se je imenoval "Command Performance". Naslednje leto je zaradi sladkorne bolezni umrl Harry, star 68 let. Po njegovi smrti in Herbertovi upokojitvi, Donald Mills in njegov sin John III nadaljujeta kot duo. Leta 1990 je bil duo povabljen na predstavitev kipca, ki so ga postavili v Piqui na trgu, kjer so bratje peli kot otroci. Donald je kot edini preživeli originalni član The Mills Brothers prejel nagrado za življenjsko delo leta 1998. Leto kasneje je umrl, star 84 let.

## The Mills Brothers danes
V 21. stoletju John III še vedno deluje pod imenom The Mills Brothers, skupaj z bivšim članom skupine Platters, Elmerjem Hopperjem.
Dandanes so The Mills Brothers še vedno znani in njihove skladbe se še vedno prodajajo. »Paper Doll« se je prodala že v več kot 11 milijonih izvodov.

## Diskografija najuspešnejših skladb
| 1931 | "Tiger Rag"                                                             | 1  |
| 1931 | "Nobody's Sweetheart Now\|Nobody's Sweetheart"                          | 4  |
| 1931 | "Gems From George White's Scandals"(with Bing Crosby & Boswell Sisters) | 3  |
| 1932 | "Dinah"(with Bing Crosby)                                               | 1  |
| 1932 | "Can't We Talk It Over?"(with Bing Crosby)                              | 10 |
| 1932 | "You Rascal, You"                                                       | 3  |
| 1932 | "Baby Won't You Please Come Home"                                       | 20 |
| 1932 | "I Heard"                                                               | 3  |
| 1932 | "Good-bye, Blues"                                                       | 4  |
| 1932 | "Rockin' Chair"                                                         | 4  |
| 1932 | "Shine"(with Bing Crosby)                                               | 7  |
| 1932 | "Chinatown, My Chinatown"                                               | 10 |
| 1932 | "St. Louis Blues"                                                       | 2  |
| 1932 | "Sweet Sue"                                                             | 8  |
| 1932 | "Bugle Call Rag"                                                        | 2  |
| 1932 | "It Don't Mean a Thing (If It Ain't Got That Swing)"                    | 7  |
| 1934 | "I've Found a New Baby"                                                 | 19 |
| 1934 | "Swing It, Sister"                                                      | 2  |
| 1934 | "Money In My Pockets"                                                   | 12 |
| 1934 | "Sleepy Head"                                                           | 2  |
| 1937 | "Dedicated To You"(with Ella Fitzgerald)                                | 19 |
| 1937 | "Big Boy Blue"(with Ella Fitzgerald)                                    | 20 |
| 1937 | "Darling Nelly Gray"(with Louis Armstrong)                              | 19 |
| 1938 | "Flat Foot Floogee"(with Louis Armstrong)                               | 19 |
| 1938 | "Sixty Seconds Got Together"                                            | 8  |
| 1939 | "Sweet Adeline"                                                         | 10 |
| 1939 | "You Tell Me Your Dreams, I'll Tell You Mine"                           | 14 |
| 1940 | "Old Black Joe"                                                         | 30 |
| 1940 | "W.P.A."(with Louis Armstrong)                                          | 26 |
| 1942 | "Paper Doll"                                                            | 20 |
| 1943 | "Paper Doll"(re-entry)                                                  | 1  |
| 1943 | "I'll Be Around"                                                        | 17 |
| 1944 | "You Always Hurt the One You Love"                                      | 1  |
| 1944 | "Till Then"                                                             | 8  |
| 1945 | "I Wish"                                                                | 6  |
| 1945 | "Put Another Chair At the Table"                                        | 14 |
| 1946 | "Don't Be a Baby, Baby"                                                 | 12 |
| 1946 | "I Don't Know Enough About You"                                         | 7  |
| 1946 | "There's No One But You"                                                | 22 |
| 1946 | "I Guess I'll Get the Papers and Go Home"                               | 12 |
| 1947 | "Across the Alley From the Alamo"                                       | 2  |
| 1947 | "Oh! My Achin' Heart"                                                   | 21 |
| 1947 | "When You Were Sweet Sixteen"                                           | 15 |
| 1948 | "Gloria"                                                                | 17 |
| 1949 | "I Love You So Much It Hurts Me"                                        | 8  |
| 1949 | "I've Got My Love to Keep Me Warm"                                      | 9  |
| 1949 | "Someday (You'll Want Me to Want You)"                                  | 5  |
| 1949 | "Who'll Be the Next One (To Cry Over You)"                              | 24 |
| 1950 | "Daddy's Little Girl"                                                   | 5  |
| 1950 | "Nevertheless (I'm in Love with You)"                                   | 4  |
| 1952 | "Be My Life's Companion"                                                | 7  |
| 1952 | "The Glow-Worm"                                                         | 1  |
| 1952 | "Lazy River"                                                            | 22 |
| 1953 | "Twice as Much"                                                         | 14 |
| 1953 | "Say "Si Si""                                                           | 12 |
| 1953 | "Pretty Butterfly"                                                      | 21 |
| 1953 | "Who Put the Devil In Evelyn's Eyes"                                    | 23 |
| 1953 | "The Jones Boy"                                                         | 15 |
| 1954 | "She Was Five and He Was Ten"                                           | 27 |
| 1954 | "You Didn't Want Me When You Had Me (So Why Do You Want Me Now)"        | 22 |
| 1954 | "A Carnival In Venice"                                                  | 26 |
| 1954 | "How Blue?"                                                             | 25 |
| 1955 | "Suddenly There's a Valley"                                             | 45 |
| 1956 | "All the Way 'Round the World"                                          | 63 |
| 1956 | "Standing On the Corner"                                                | 57 |
| 1957 | "Queen of the Senior Prom"                                              | 39 |
| 1958 | "Get a Job"                                                             | 21 |
| 1959 | "Yellow Bird"                                                           | 70 |
| 1968 | "Cab Driver"                                                            | 23 |
| 1968 | "My Shy Violet"                                                         | 73 |
| 1968 | "The Ol' Race Track"                                                    | 83 |

## Pojavljanje v filmih

### Uporaba njihove glasbe
- (2009) Johnny Mercer: The Dream's on Me (dokumentarni film) ("The Glow-Worm")
- (2009) Grey Gardens ("Glow Worm")
- (2008) A Trip to Swadades ("Paper Doll")
- (2007) The War (serija dokumentarnih filmov) 
  - A World Without War: March 1945 - September 1945 (2007) ("Paper Doll")
- (2007) Captivity ("Paper Doll")
- (2007) My Kid Could Paint That (dokumentarni film) ("Funiculi, Funicula")
- (2006) Pod lupo pravice (TV serija) 
  - The Hen House (2006) ("You Always Hurt The One You Love")
- (2005) Thank You for Smoking ("Smoke Rings")
- (2005) Madman Muntz: American Maverick (dokumentarni film) ("She Was Five and He Was Ten")
- (2004) Being Julia ("Life Is Just a Bowl of Cherries")
- (2004) Dean Martin: The One and Only (dokumentarni film) ("Paper Doll", "Opus One")
- (2003) Mona Lisa Smile ("The Glow Worm")
- (2003) Normal ("You Always Hurt the One You Love")
- (2002) Mafia: The City of Lost Heaven (video igra) ("I'll Be Glad When You're Dead You Rascal, You", "Chinatown, My Chinatown",
 "Tiger Rag", "Out For No Good", "Moanin' For You", "Caravan")
- (2001) The Majestic ("Paper Doll")
- (2001) Pearl Harbor ("Miss You")
- (2000) The Family Man ("Jingle Bells")
- (1999) Random Hearts ("Daddy's Little Girl")
- (1999) American Masters (seija dokumentarnih filmov) 
  - Yours for a Song: The Women of Tin Pan Alley (1999) ("Diga Diga Doo", "You Always Hurt the One You Love")
- (1999) Best Laid Plans ("Glow Worm")
- (1999) Man of the Century ("Diga Diga Do")
- (1998) The Life and Times of Hank Greenberg (dokumentarni film) ("Tiger Rag")
- (1998) Zacharia Farted ("Nagasaki")
- (1996) Trees Lounge ("I Don't Know Enough About You")
- (1993) King of the Hill ("Tiger Rag")
- (1991) Crooked Hearts ("I Can't Give You Anything But Love")
- (1990) The Handmaid's Tale ("Someday You'll Want Me To Want You", "I Don't Know Enought About You")
- (1988) Tucker: The Man and His Dream ("Tiger Rag")
- (1988) Drei D ("You Always Hurt The One You Love")
- (1987) Hello Mary Lou: Prom Night II ("Queen of the Senior Prom")
- (1987) Radio Days ("Paper Doll")
- (1986) The Singing Detective (TV serija) 
  - Pitter Patter (1986) ("You Always Hurt the One You Love")
  - Lovely Days (1986) ("Paper Doll")
- (1982) Police Squad! (TV serija) 
  - Testimony of Evil (Dead Men Don't Laugh) (1982) ("The Glow Worm")
- (1980) Razjarjeni bik ("Till Then")
- (1976) The Tonight Show Starring Johnny Carson (TV serija) 
  - Epizoda 3. Septembra 1976 (1976) ("You're Nobody 'Til Somebody Loves You", "Basin Street Blues")
- (1974) The Execution of Private Slovik ("Paper Doll")
- (1961) The Jack Benny Program (TV serija) 
  - Jack Goes to Las Vegas (1961) ("Opus One", "Up A Lazy River")
- (1957) The Big Record (TV serija) 
  - Epizoda #1.2 (1957) ("The Glow-Worm")
- (1956) The Mills Brothers on Parade ("Paper Doll", "Sing Si Si", "Opus One")
- (1944) Cowboy Canteen ("Up a Lazy River", "Paper Doll")
- (1944) Lazy River ("Lazy River")
- (1943) He's My Guy ("Cielito Lindo"/"Cielito Lindo")
- (1943) Reveille with Beverly ("Cielito Lindo", "Sweet Lucy Brown")
- (1942) Rhythm Parade ("Mimi From Tahiti")
- (1935) Broadway Gondolier ("Lulu's Back in Town")
- (1934) Operator 13 ("Roll, Jordan, Roll", "Sleepy Head", "Jungle Fever")
- (1934) Strictly Dynamite ("Swing It Sister", "Money in My Clothes")
- (1934) Twenty Million Sweethearts ("How'm I Doin'?", "I Heard"/"Out for No Good")
- (1933) Dinah ("Dinah")
- (1932) The Big Broadcast ("Tiger Rag")
- (1932) I Ain't Got Nobody ("I Ain't Got Nobody Much And Nobody Cares For Me", "Tiger Rag")